# Продюсерский тег
Продюсерский тег (аудио-тег, войс-тег) — элемент музыки, вставленный, обычно в начале песни, продюсером, короткий звук или фраза, предназначенная для обозначения создателя инструментала. Продюсерские теги наиболее распространены в хип-хопе. Их популярность резко возросла в конце 2000-х и начале 2010-х годов с появлением поджанра трэп. Тег обычно включает в себя короткую запоминающуюся фразу, примером может послужить отметка продюсера Young Chop «Young Chop on the beat», произнесённая его племянником.
Тегом может послужить не только фраза, но и звук, например, инструментал Фаррелла Уильямса начинается с чётырех счетов или синтезаторное крещендо Lex Luger. Наиболее известные продюсерские теги имеют DJ Khaled, Metro Boomin, Mike WiLL Made-It, Harry Fraud, Tay Keith, Take a Daytrip, Murda Beatz, Ronny J и другие.

## История
Продюсерские теги появились в 1990-х годах, когда хип-хоп музыка начала привлекать к себе значительное внимание. Их популяризировали диджеи, такие как Kool DJ Red Alert. Неясно, кто был первым продюсером, который использовал тег. Первоначально он использовался как форма защиты от кражи инструментала. Лукас Гаррисон из DJBooth писал: «Когда вы отправляете бит, вы практически не контролируете, что с ним происходит. Кто-то вполне может использовать его, не отдавая вам должного, или, что ещё хуже, назвать себя собственником. Добавление броского небольшого фрагмента в начале похоже на водяной знак гарантирует, что бит твой».
Однако со временем тег превратился в способ создать «бренд» продюсера, его начали использовать как слоган. Продюсеры пришли к выводу, что чем лучше запоминается их фраза, тем больше вероятность, что она произведёт положительное впечатление на слушателя. Тег также стал способом сделать продюсера важным участником песни, раньше они часто были неизвестны широкой публике. Теги стали чрезвычайно популярными, когда в конце 2000-х и начале 2010-х годов стали популярны такие поджанры, как трэп и мамбл-рэп, и в конечном итоге стали важным элементом песни. Одним из самых известных продюсеров, который начал включать короткие запоминающиеся фразы в свои биты, является Metro Boomin, ставший известным благодаря фразам «Metro Boomin want some more, nigga», произнесённой Янг Тагом, и «If Young Metro don't trust you, I'm gon' shoot you», записанной Фьючером.